# Jean-Claude Désir
Jean-Claude Désir (ur. 8 sierpnia 1946) – haitański piłkarz grający na pozycji pomocnika. Uczestnik Mistrzostw Świata w 1974.

## Kariera klubowa
Podczas kariery piłkarskiej Jean-Claude Désir grał w Aigle Noir AC. 

## Kariera reprezentacyjna
W reprezentacji Haiti Jean-Claude Désir grał w latach sześćdziesiątych i siedemdziesiątych. Uczestniczył w eliminacjach do Mundialu 1970 w Meksyku, jednakże reprezentacja Haiti przegrała rywalizacje o awans z Salwadorem. W 1971 zdobył z reprezentacją Haiti wicemistrzostwo strefy CONCACAF.
Uczestniczył w eliminacjach do Mundialu w 1974. Eliminacje zakończyły się sukcesem w postaci awansu do Mistrzostw Świata. Wygranie eliminacji MŚ 1974 oznaczało równocześnie wygranie Mistrzostwo strefy CONCACAF 1973, gdyż obie imprezy były ze sobą połączone.
Podczas Mistrzostw Świata 1974 w RFN Jean-Claude Désir zagrał we wszystkich trzech meczach grupowych z reprezentacją Włoch, reprezentacją Polski reprezentacją Argentyny. 
Uczestniczył w eliminacjach do Mundialu 1978 w Argentynie, jednakże reprezentacja Haiti przegrała rywalizacje o awans z Meksykiem. Zajmując drugie miejsce w eliminacjach, reprezentacja Haiti zdobyła tytuł wicemistrza strefy CONCACAF.